# 에반 아모스

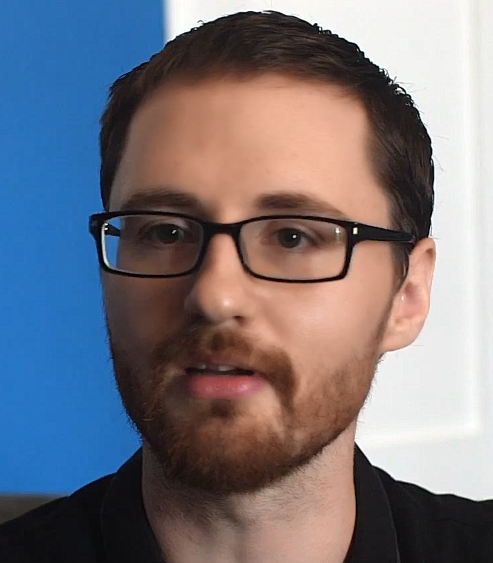
2016년 위키미디어 재단과 인터뷰 중인 에반 아모스

에반 아모스(Evan Amos, 1983년 출생)는 비디오 게임 콘솔의 스톡 사진을 찍는 사진작가이며 퍼블릭 도메인에 무료로 라이선스를 부여한다. 그는 이러한 이미지를 온라인 백과사전인 위키백과에 기고하고 있으며, 2015년 기준 비디오 게임 하드웨어의 무료 디지털 아카이브인 바나모(Vanamo) 온라인 게임 박물관에서 작업하고 있다. 2018년 기준 그는 뉴욕 브루클린에 거주하고 있다.